# سیمئون سیمئونوف
سیمئون سیمئونوف (انگلیسی: Simeon Simeonov; ۲۶ مارس ۱۹۴۶ – ۲ نوامبر ۲۰۰۰) بازیکن فوتبال اهل بلغارستان بود.
از باشگاه‌هایی که در آن بازی کرده‌است می‌توان به باشگاه فوتبال زسکا صوفیه اشاره کرد.
وی همچنین در تیم ملی فوتبال بلغارستان بازی کرده‌است.